# Station Cieszyn Mnisztwo
Station Cieszyn Mnisztwo is een spoorwegstation in de Poolse plaats Cieszyn.